# Naczelna Rada Harcerska
Naczelna Rada Harcerska – najwyższa władza Związku Harcerstwa Polskiego w okresie między zjazdami związku (walnymi zjazdami w okresie 1918–1939 oraz Krajowym Zjazdem Działaczy Harcerskich (tzw. Zjazdem Łódzkim) w 1956 a III Zjazdem ZHP w 1964. Po 1964 zaczęto używać współczesnej nazwy: Rada Naczelna ZHP.
Pierwszą NRH utworzono na zjeździe zjednoczeniowym w Lublinie (1–2 listopada 1918), w którym uczestniczyli przedstawiciele środowisk i organizacji skautowych i harcerskich z Warszawy i ziem trzech dotychczasowych zaborów. 
W okresie międzywojennym do 1936 w skład NRH wchodziło 24 członków wybieranych przez Zjazd Walny na 3 lata, co roku zmieniano 1/3 składu. Od 1936 członków NRH wybierano na kadencję 6-letnią, a co 3 lata miała się zmieniać połowa jej składu.
Oprócz członków pochodzących do NRH z wyboru, wchodzili do niej także z urzędu przewodniczący zarządów okręgów, a później również komendanci i komendantki chorągwi, przedstawiciele ministerstwa wyznań religijnych i oświecenia publicznego oraz naczelny kapelan ZHP. 
W skład Naczelnej Rady wchodzili m.in.: Witold Bublewski, Helena Gepnerówna, Henryk Glass, Jan Grabowski, Adolf Heidrich, Tadeusz Maresz, Władysław Nekrasz, Antoni Olbromski, Piotr Olewiński, Bronisław Piątkiewicz, Fabian Szczerbicki, Stanisław Sedlaczek, Józef Marian Sosnowski, Tadeusz Strumiłło, Władysław Szczygieł, Zbigniew Trylski i Maria Wocalewska.
W Polsce Ludowej w 1945 powołano Tymczasową Naczelną Radę Harcerską.
Wraz z reaktywowowaniem ZHP, na Krajowym Zjeździe Działaczy Harcerskich w 1956 ponownie powołano Naczelną Radę Harcerską, jej przewodniczącym został Aleksander Kamiński, który ustąpił po półtora roku wobec nacisków na coraz silniejsze podporządkowanie ideologiczne ZHP Polskiej Zjednoczonej Partii Robotniczej. W składzie NRH zasiadali m.in. Stanisław Broniewski, Jerzy Dargiel, Józef Grzesiak, Antonina Gurycka, Stanisław Nowakowski, Bogusław Rybski i Ryszard Towalski. 
Po II Walnym Zjeździe ZHP (1959) NRH liczyła 100 osób, wśród których znaleźli się m.in. działacze lewicowi i komunistyczni Wiktoria Dewitz, Jacek Kuroń, Jerzy Majka i Roman Muranyi. HRH spośród swoich członków wyłoniła organ wykonawczy Rady – Główną Kwaterę Harcerstwa.
Na III Zjeździe ZHP w 1964 zmieniono nazwę NRH na Radę Naczelną ZHP.

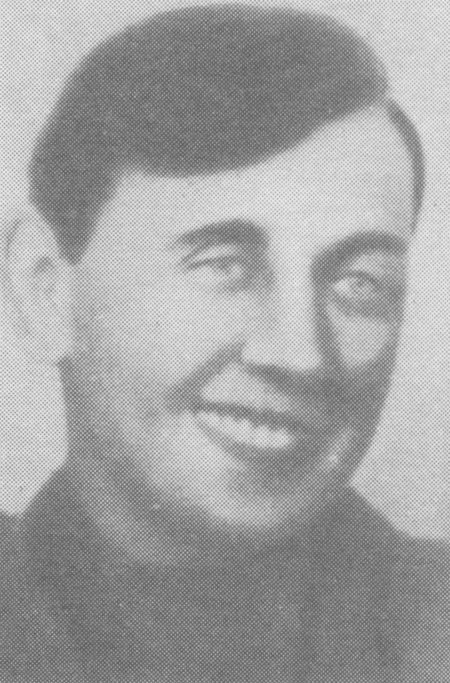
Antoni Olbromski
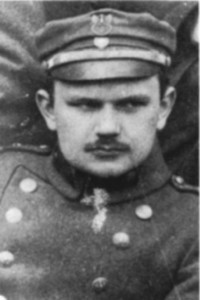
Piotr Olewiński
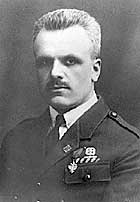
Tadeusz Strumiłło
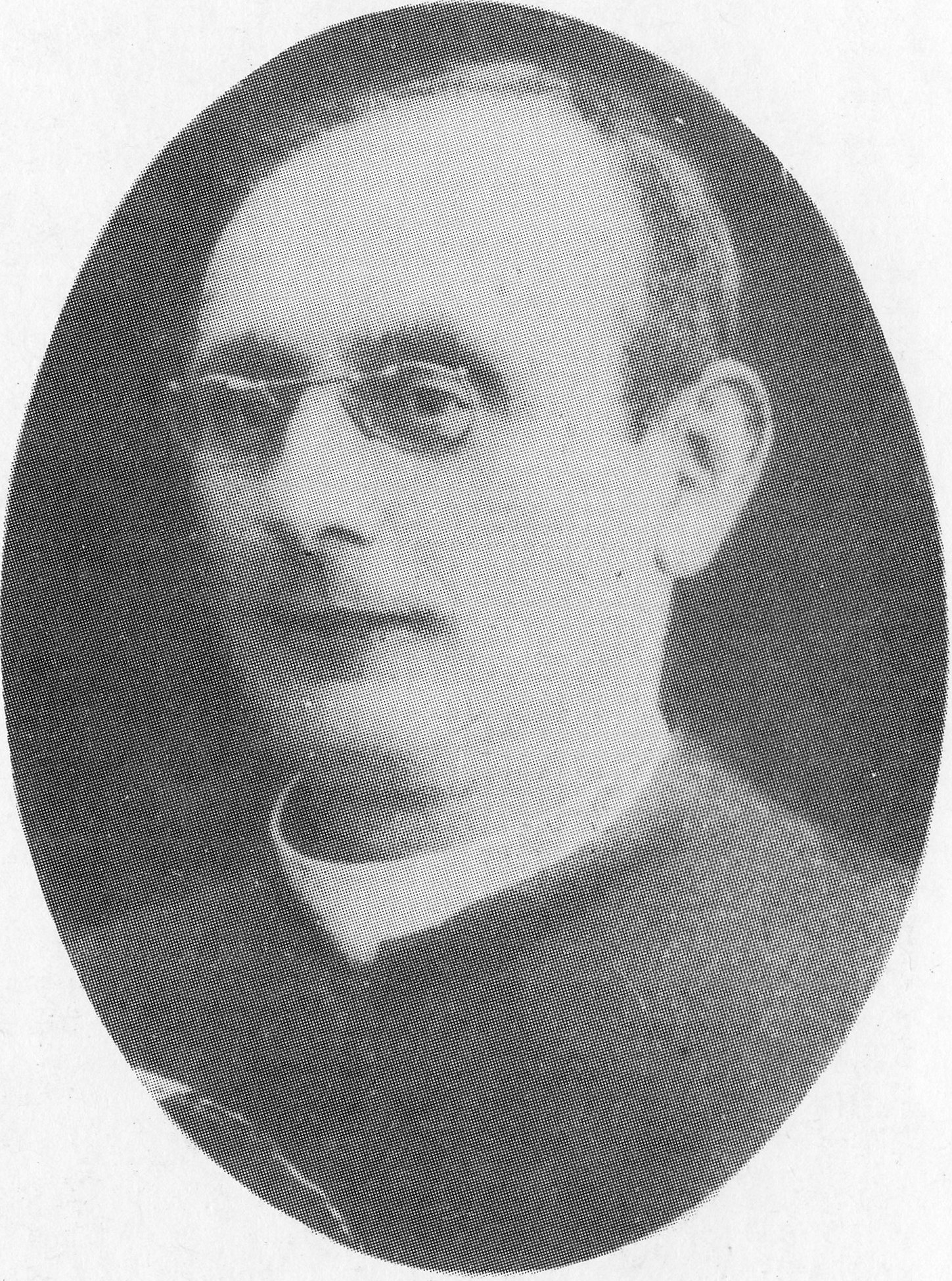
Jan Mauersberger
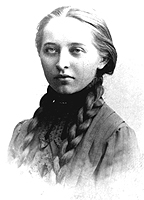
Maria Wocalewska
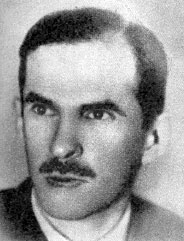
Aleksander Kamiński
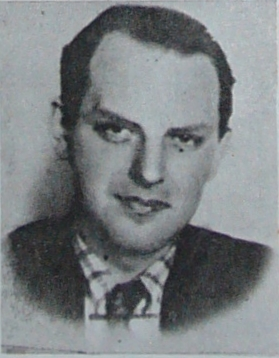
Jerzy Dargiel
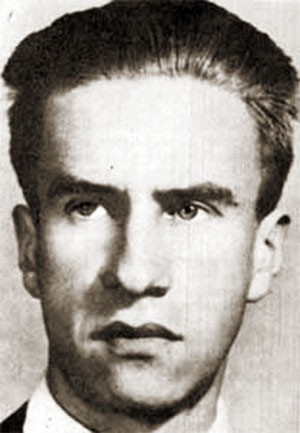
Stanisław Broniewski